# Klas Lund
Klas Henrik Pontus Lund, född 14 februari 1968 på Lidingö, är ledare för organisationen Nordisk styrka. Han var fram till oktober 2015 ledare för den nynazistiska organisationen Svenska motståndsrörelsen (SMR). Han var tidigare även redaktör för dess tidning Nationellt Motstånd. Sedan 2019 är han ledare för kampgruppen Nordisk styrka.

## Biografi
Lund dömdes 1986 till fyra års fängelse för dråp på Ronny Landin som ingripit mot ett överfall på tre invandrare i nedre tonåren vid Nickstabadet i Nynäshamn. Han frigavs från fängelsestraffet efter två år.
År 1990 bildade Lund och två kamrater organisationen Vitt Ariskt Motstånd (VAM), en underjordisk rasistisk grupp som i början av 1990-talet blev samlingspunkt för en del av landets mest militanta högerextremister. Han drev också skinnskallelokalen på Fryshuset som fungerade som rekryteringsbas för VAM.
År 1991 dömdes han till sex års fängelse för bland annat ett bankrån i Vemdalen, Härjedalen, där VAM-medlemmar använt vapen från en stöldkupp mot en polisstation i Lidingö. Han har även dömts för misshandel och flera gånger för olaga vapeninnehav.
I oktober 2004 rymde han från Mariestadsanstalten, där han avtjänade ett sex månaders fängelsestraff för olaga vapeninnehav. Han greps i Kristiansand i Norge i mars 2005.

## Nordisk styrka
I augusti 2019 bröt sig flera av de mest framträdande medlemmarna ut från Nordiska motståndsrörelsen och bildade då den underjordiska paramilitära nynazistiska gruppen Nordisk styrka. Anledningen var att Nordiska motståndsrörelsens politiska strategi inte ansågs vara tillräckligt radikal. Utbrytargruppen beskriver sig själv som en elitistisk kamporganisation och ställer mycket hårda fysiska krav på sina medlemmar. Gruppens ledare är Klas Lund, och de nio ledande företrädarna är tillsammans fällda för över 100 våldsbrott och vapenbrott. Gruppen använder en byggnad i Västmanland som tidigare var ett församlingshem som högkvarter. Så gott som inget annat är känt om denna tystlåtna underjordiska grupp.